# Valdres Folkemuseum

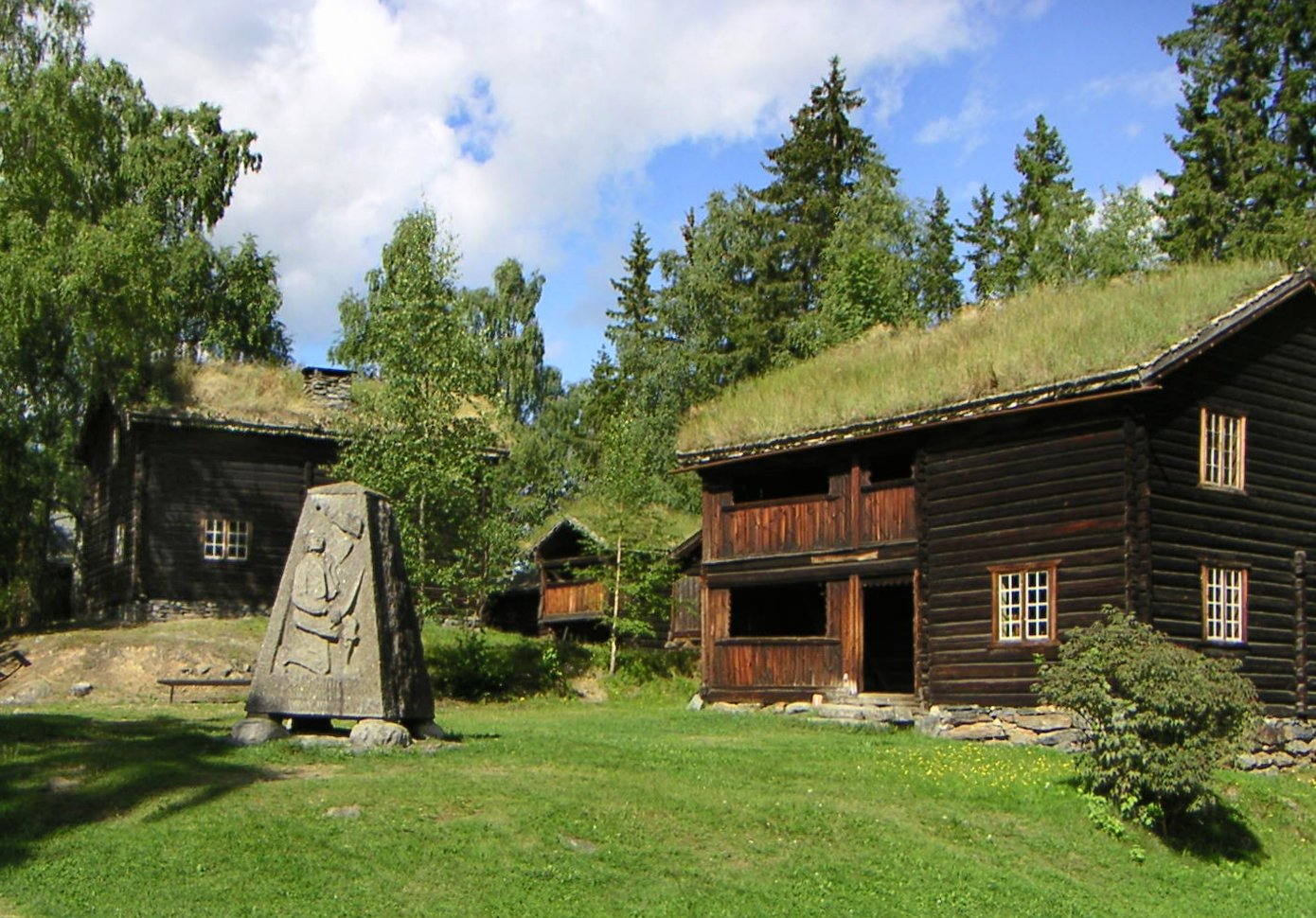
Valdres Folkemuseum

Het Valdres Folkemuseum is een openluchtmuseum vlak bij Fagernes in de Noorse regio Valdres. Het museum werd opgericht in 1901 en belicht de traditionele bouwkunst, folklore en levenswijze van Valdres. Het bestaat uit een verzameling van 95 historische gebouwen.